# Capicua
Un capicua (de cap i cua) és un nombre que no varia si se n'inverteixen les xifres. També es pot anomenar palíndrom, però el mot capicua es refereix especialment als nombres. El seu origen és del segle xix a Barcelona, probablement a partir d'una jugada de dòmino en la que es guanya la partida col·locant l'última fitxa en qualsevol dels dos extrems.
L'atractiu del nombre capicua fa que se li suposi que porta bona sort, i és buscat pels col·leccionistes de bitllets de tota classe.

## La conjectura capicua i l'algoritme 196
La conjectura capicua diu, o millor "deia", que si a un nombre natural se li suma el nombre que resulta d'invertir-ne l'ordre dels dígits, directament o després de diferents passos repetint el procés, s'obté un nombre capicua. El procés s'anomena d'"inversió i suma" i el resultat, "capicua retardat" (cada iteració seria un "retard"). Exemples:
35; 35 + 53 = 88.
96; 96 + 69 = 165; 165 + 561 = 726; 726 + 627 = 1353; 1353 + 3531 = 4884.

89; després de 24 passos s'arriba al capicua 8.813.200.023.188.
De fet, el 89 és, d'entre els nombres inferiors a 10.000 que produeixen un capicua retardat, el que en necessita més iteracions.
El 24 de gener del 2017 es va difondre el major capicua retardat obtingut fins aleshores: un capicua de 119 dígits resultant d'aplicar 261 iteracions d'inversió i suma al nombre 1.999.291.987.030.606.810 (successió A281509 a l'OEIS).
La conjectura capicua no sembla complir-se per a molts nombres, als quals s'anomena nombre Lychrel. De fet se'ls ha de considerar "potencials" nombres Lychrel, ja que no se n'ha demostrat l'existència en base 10. El menor de tos ells és el 196 que dona nom a l'algoritme 196, denominació equivalent al procés esmentat d'inversió i suma, però fent referència a la seva aplicació a aquest nombre. El més lluny que s'ha arribat, amb el 196, és a completar 1.000.000.000 iteracions obtenint un nombre de 413.930.770 dígits que "encara" no és capicua.

## Curiositats
- L'últim any capicua va ser el 2002. El següent serà el 2112.
- Dates capicues: el fet que una data es pugui considerar capicua o no, dependrà del format en què s'expressi.[5] És relativament freqüent considerar la notació amb vuit dígits: dos del dia, dos del mes i quatre de l'any, amb els seus zeros a l'esquerra.[6] En aquest format, el primer dia capicua del segle XXI va ser el 10 de febrer del 2001 (10-02-2001) que tenia com a antecedent, quasi 809 anys abans, el 29 de novembre del 1192 (29-11-1192) i que va seguit de: 20-02-2002, 01-02-2010, 11-02-2011, 21-02-2012 i 02-02-2020.[6] Aquesta última data té la particularitat de compartir el fet amb el format britànic mes-dia-any.[7] També resulta curiosa l'última data capicua del segle, ja que coincideix amb un dia especial d'any de traspàs: el 29 de febrer del 2092 (29-02-2092).[5]
- La loteria de Nadal espanyola sorteja els números entre el 00000 i el 65999. En total hi ha 660 capicues i la probabilitat que toqui la grossa a un capicua és de l'1%.
- Tot capicua d'un nombre parell de dígits és divisible per 11, que alhora és el primer capicua.
- El segon nombre primer que és capicua (després de l'11) és el 313.
- El gos d'en Tintín té un nom que és capicua: 1001.